# Isoperla carbonaria
Isoperla carbonaria är en bäcksländeart som beskrevs av Aubert 1953. Isoperla carbonaria ingår i släktet Isoperla och familjen rovbäcksländor. Inga underarter finns listade i Catalogue of Life.